# Abdul Aziz al-Hakim
Abdul Aziz al Hakim (1 de enero de 1953-26 de agosto de 2009) fue un teólogo y político iraquí, líder máximo de la Asamblea Suprema Islámica Iraquí, el partido político con mayor peso en el Consejo de Representantes iraquí.
Al Hakim nació en 1952 en la ciudad de Najaf, en Irak; y era hijo del Ayatolá Muhsin al Hakim, que fue el líder máximo de la rama chiita del Islam durante muchos años. Recibió una educación religiosa y participó desde joven en la oposición a la dictadura del partido Baaz.
Por sus actividades políticas fue encarcelado en 1972, en 1977 y en 1979; y desempeñó un importante papel en la revuelta popular chiita de 1977. Tuvo que huir al extranjero en 1979, y en 1982 fue uno de los fundadores de la Asamblea Suprema para la Revolución Islámica en Irak desde su exilio en Irán.
Abdul Aziz Al Hakim dirigió el brazo armado del partido, la Brigada Badr; y regresó al país luego de la invasión norteamericana del 2003. Se convirtió en líder de su partido luego del asesinato de su hermano Mohamed Baqir Al Hakim.
Debido a la importancia de su partido, Abdul Aziz al Hakim fue uno de los políticos más poderosos del país ya que el Gobierno de Nuri al Maliki precisaba de su apoyo para existir.
El 26 de agosto de 2009 falleció en un hospital de Teherán como consecuencia de un cáncer.